# Schloss Rychnov nad Kněžnou

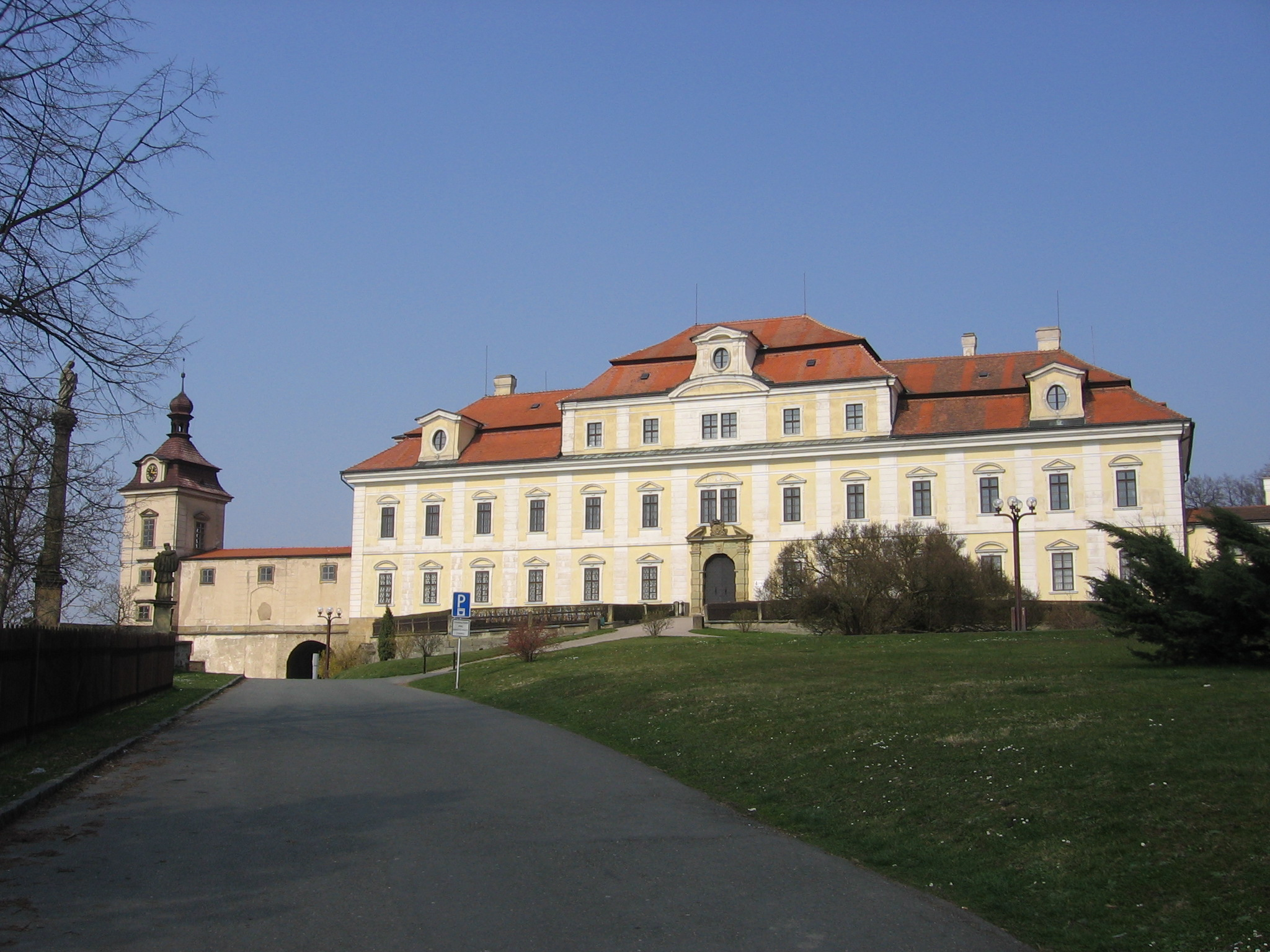
Schloss Rychnov nad Kněžnou

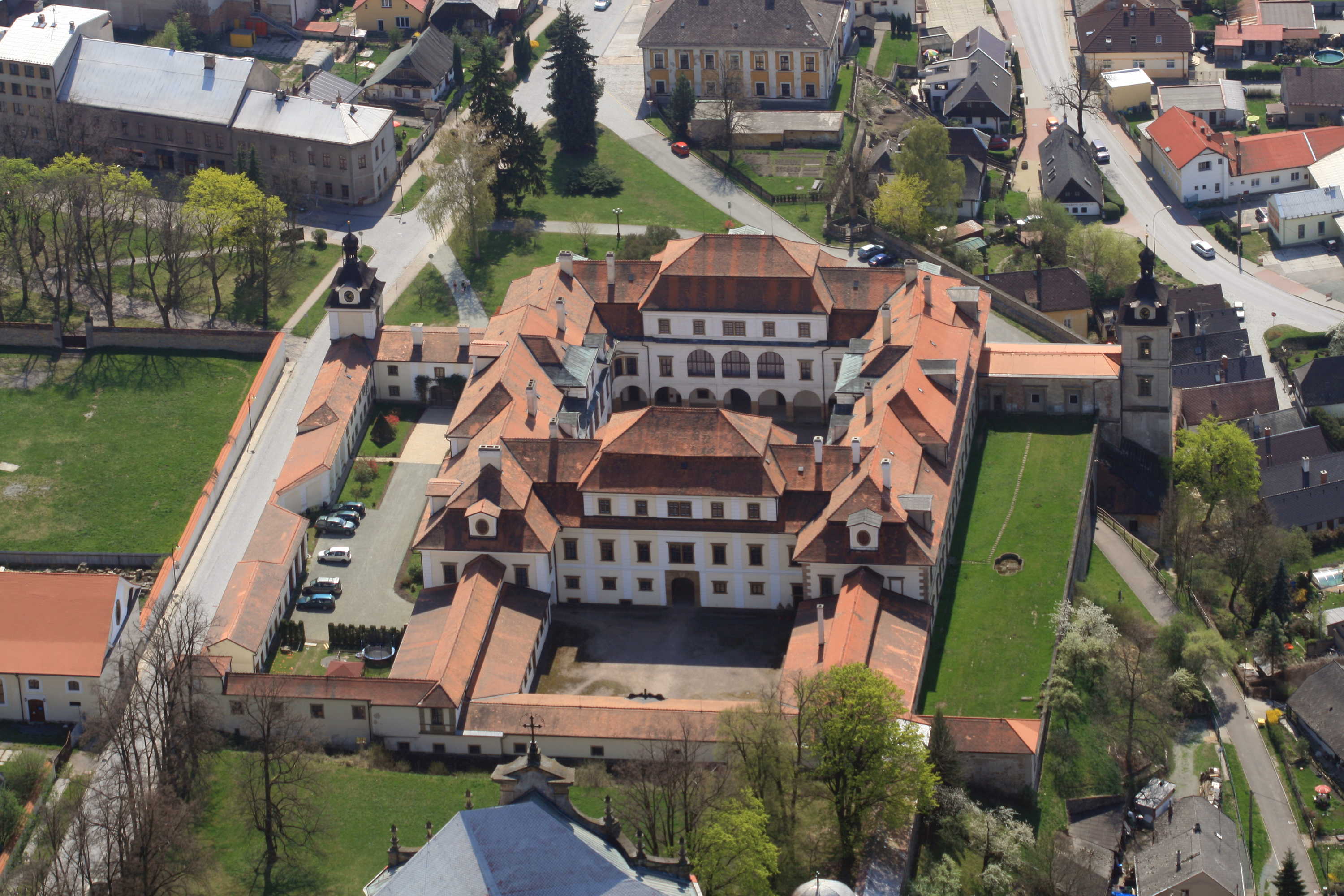
Luftbild

Das Schloss Rychnov nad Kněžnou (deutsch Reichenau an der Knieschna) befindet sich in der Stadt Rychnov nad Kněžnou in Tschechien.
Nachdem die Herrschaft Reichenau an der Knieschna 1640 von den Grafen Libštejnský von Kolowrat erworben wurde, errichtete Karl Libštejnský von Kolowrat 1676–1690 das barocke Schloss. Im 18. Jahrhundert wurde es durch den Architekten Johann Blasius Santini-Aichl umgebaut.
Nach dem Aussterben der Libštejner Linie der Kolowrat erbten die Kolowrat auf Burg Krakovec den Besitz Rychnov nad Kněžnou. Im Zweiten Weltkrieg kam er unter deutsche Zwangsverwaltung und 1948 wurde Graf Otmar Kolowrat enteignet. 1992 erhielt Graf Kryštof Jaroslav Kolowrat Krakowský den Besitz zurück, zu dem neben dem Schloss und seinen Sammlungen etwa 5.000 ha Forsten und 875 ha Land- und Teichwirtschaft gehören.
Teile des Schlosses dienen heute als Gemäldegalerie. Gezeigt werden Familienporträts und europäische Malerei des 17. und 18. Jahrhunderts. Es enthält auch eine Bibliothek mit einer Handschriftensammlung.